# حكومة سعد الحريري الأولى
شكلت الحكومة رقم 71 بتاريخ الحكومات في لبنان منذ الاستقلال والثانية بعهد الرئيس ميشال سليمان في 9 نوفمبر 2009، وهي الحكومة التي تلت انتخابات البرلمان والتي أجريت في 7 يونيو 2009.
وقد شكلت الحكومة بعد خمسة شهور ويومين من تاريخ إجراء الانتخابات، حيث إنه بعد إجراء الانتخابات والاستشارات النيابية الملزمة كلف رئيس الجمهورية ميشال سليمان رئيس تيار المستقبل النائب سعد الدين الحريري بتشكيل الحكومة وذلك بعد حصولة بالاستشارات النيابية على 86 صوت من بين 128، وتم الاتفاق بعد المشاورات بين رئيس الحكومة ومختلف الأطراف على أن تكون الحكومة ثلاثينة وفق توزيع جديد حيث تحصل الأكثرية النيابية على 15 وزير وتحصل المعارضة على 10 وزراء بينما يكون لرئيس الجمهورية 5 وزراء، إلا أن الخلاف دب الحريري ورئيس التيار الوطني الحر النائب ميشال عون بسبب رفض الحريري توزير الوزير جبران باسيل بسبب رسوبه بالانتخابات ورفضه إعطائه وزارة المواصلات. واستمر الخلاف إلى أن قام الحريري في 7 سبتمبر بتقديم تشكيلة مقترحه إلى رئيس الجمهورية إلا أن المعارضة رفضتها، حيث أعلن حزب الله على لسان أمينه العام حسن نصر الله بأن الطريقة التي قدم بها الحريري حكومته ستعقد المسألة، بسبب عدم توقيع رئيس الجمهورية على مرسوم تشكيل الحكومة قام سعد الدين الحريري في 10 سبتمبر بتقديم اعتذاره لرئيس الجمهورية عن تشكيل الحكومة.
وبعد إجراء استشارات نيابية جديدة أعيد تكليف سعد الدين الحريري في 16 سبتمبر لتشكيل الحكومة وذلك بعد حصولة على 73 صوت من أصل 128.
رأس الحكومة سعد الدين الحريري، ونائبه هو إلياس المرّ. وقد نالت الحكومة الثقة بيوم 10 ديسمبر 2009 في الجلسة التي حضرها 124 نائب، وصوت بالثقة للحكومة 122 نائب، بينما صوت نائب ضد إعطاء الحكومة الثقة، وامتنع نائب آخر.

## تشكيلة الحكومة
| اسم الوزير        | الوزارة                          | الانتماء السياسي                           |
| السنة             |                                  |                                            |
| سعد الدين الحريري | رئيس الوزراء                     | تكتل لبنان أولاً - تيار المستقبل            |
| محمد الصفدي       | الاقتصاد الوطني والتجارة         | التكتل الطرابلسي                           |
| ريا الحفار الحسن  | المال                            | تكتل لبنان أولاً - تيار المستقبل            |
| حسن منيمنة        | التربية                          | تكتل لبنان أولاً - تيار المستقبل            |
| محمد رحال         | البيئة                           | تكتل لبنان أولاً - تيار المستقبل            |
| عدنان القصار      | وزير دولة                        | مستقل                                      |
| روم أرثوذكس       |                                  |                                            |
| إلياس المرّ        | الدفاع الوطني ونائب رئيس الوزراء | مستقل                                      |
| طارق متري         | الإعلام                          | تكتل لبنان أولاً - مستقل                    |
| إبراهيم نجار      | العدل                            | القوات اللبنانية                           |
| منى عفيش          | وزير دولة                        | مستقل                                      |
| موارنة            |                                  |                                            |
| زياد بارود        | الداخلية والبلديات               | مستقل                                      |
| بطرس حرب          | العمل                            | مستقل                                      |
| جبران باسيل       | الطاقة والمياه                   | تكتل الإصلاح والتغيير - التيار الوطني الحر |
| فادي عبود         | السياحة                          | تكتل الإصلاح والتغيير - التيار الوطني الحر |
| سليم الصايغ       | الشئون الاجتماعية                | حزب الكتائب اللبنانية                      |
| يوسف سعادة        | وزير دولة                        | تكتل الإصلاح والتغيير - تيار المردة        |
| روم كاثوليك       |                                  |                                            |
| شربل نحاس         | الاتصالات                        | تكتل الإصلاح والتغيير - التيار الوطني الحر |
| سليم وردة         | الثقافة                          | القوات اللبنانية                           |
| ميشال فرعون       | وزير دولة لشئون مجلس النواب      | تكتل لبنان أولاً - مستقل                    |
| الأرمن            |                                  |                                            |
| إبراهيم دده يان   | الصناعة                          | تكتل الإصلاح والتغيير - حزب الطاشناق       |
| جان أوغاسابيان    | وزير دولة                        | حزب الهنشاك                                |
| الشيعة            |                                  |                                            |
| علي الشامي        | الخارجية والمغتربين              | حركة أمل                                   |
| محمد جواد خليفة   | الصحة العامة                     | حركة أمل                                   |
| محمد فنيّش         | التنمية الإدارية                 | حزب الله                                   |
| علي حسين عبد الله | الشباب والرياضة                  | حركة أمل                                   |
| حسين الحاج حسن    | الزراعة                          | حزب الله                                   |
| عدنان السيد حسين  | وزير دولة                        | مستقل                                      |
| دروز              |                                  |                                            |
| غازي العريضي      | الأشغال العامة والنقل            | الحزب التقدمي الاشتراكي                    |
| أكرم شهيب         | المهجرين                         | الحزب التقدمي الاشتراكي                    |
| وائل أبو فاعور    | وزير دولة                        | الحزب التقدمي الاشتراكي                    |

## الاستقالة
في 12 يناير 2011 أعلن وزراء تكتل الإصلاح والتغيير وحركة أمل وحزب الله استقالتهم من الحكومة وذلك بعد وصول محاولات تسوية مشكلة المحكمة الدولية الخاصة بمحاكمة مرتكبي جريمة اغتيال رئيس الوزراء الأسبق رفيق الحريري إلى طريق مسدود مع رفض رئيس الوزراء سعد الدين الحريري لعقد جلسة لمناقشة قضية ما يعرف بشهود الزور بجريمة الاغتيال ولذلك وحسب بيان الاستقالة فإنها جاءت نتيجة للتعطيل الذي أصاب الجهود الرامية إلى تخطي الأزمة الناتجة عن عمل المحكمة الدولية، كما اتهموا الفريق الآخر بالرضوخ للضغوط الخارجية ولا سيما الأمريكية، وقد تبعهم استقالة وزير الدولة عدنان السيد حسين والذي أعلن أن استقالته جاءت لتمكين المؤسسات من تشكيل حكومة جديدة تلبي طموحات الوحدة والاستقرار، وأدت استقالة الوزراء الأحد عشر إلى فقدان الحكومة لنصابها الدستوري.
وفي 13 يناير 2011 أصدرت رئاسة الجمهورية بيانًا أعلنت فيه اعتبار الحكومة مستقيلة وذلك حسب مواد الدستور حيث أنها فقدت أكثر من ثلث أعضائها المحددين في مرسوم تشكيلها، كما أعلن البيان أن رئيس الجمهورية ميشال سليمان قد كلف الحكومة بتصريف الأعمال لحين تشكيل الحكومة الجديدة. وقد ظلت الحكومة بتصريف الأعمال لغاية تشكيل الحكومة الجديدة في 13 يونيو 2011.